# Typhlodromus asticus
Typhlodromus asticus är en spindeldjursart som beskrevs av E.M. El-Banhawy och Abou-Awad 1991. Typhlodromus asticus ingår i släktet Typhlodromus och familjen Phytoseiidae. Inga underarter finns listade i Catalogue of Life.